# Ilha Amund Ringnes
A ilha Amund Ringnes é uma grande ilha do Arquipélago Ártico Canadiano. Tem área de 5255 km² (é a 111.ª maior do mundo) e pertence às ilhas Sverdrup, um sub-arquipélago das Ilhas da Rainha Isabel, em Nunavut, situando-se entre a Ilha Ellef Ringnes a leste e a Ilha de Axel Heiberg a oeste. Não tem população permanente. Foi descoberta pelo norueguês Gunerius Isachsen e reclamada pela Noruega entre 1902 e 1930.
Foi o norueguês Otto Sverdrup que lhe deu o nome, em homenagem ao cervejeiro Amund Ringnes, patrocinador de expedições ao Árctico.